# ザ・ブルード/怒りのメタファー
『ザ・ブルード/怒りのメタファー』（ザブルードいかりのメタファー、The Brood、以降『ザ・ブルード』と表記）は1979年のカナダのサイコロジカルホラー映画。脚本・監督はデヴィッド・クローネンバーグ、出演はオリヴァー・リードとサマンサ・エッガーなど。クローネンバーグ監督が妻と離婚した後に製作されており、崩壊した夫婦関係とその背後で進む怪物による殺人事件を描いている。
日本では『ザ・ブルード』のタイトルでソフト化されたことがある。

## ストーリー
精神科医のハル・ラグランはソマフリー研究所 (英: Somafree Institute) という施設を経営し、その施設で精神障害の患者を治療している。その治療法は患者の肉体に生理学的な変化を催させることで抑圧された感情を解放するというもので、ラグランはこの療法を「サイコプラズミクス」(英: psychoplasmics) と呼んでいる。入院患者の一人であるノーラ・カーベスは重度の精神障害を抱えており、夫のフランクとは5歳の娘であるキャンディスの監護権を巡って争っている。フランクはノーラの元を訪れた後、キャンディスの体に打撲傷や引っ掻き傷が残っていることを発見する。フランクはノーラがキャンディスを虐待したことを疑い、ラグランにノーラのキャンディスへの面会権を停止させる意思を伝える。ラグランはノーラとの治療を集中的に行うようになり、問題を早期に解決させようとする。セラピーの最中、ラグランはノーラが母親から虐待を受けていたこと、父親はノーラを母親の虐待から守ろうとしなかったことを知る。
一方で、フランクはラグランの治療法をやめさせるため、ジャン・ハートグという人物の元を訪ねる。ハートグはかつてソマフリー研究所の患者だったが、サイコプラズミクスの影響でリンパ腫を患い、死の淵にあった。その際、フランクはキャンディスを義理の母であるジュリアナの元に預ける。ジュリアナは、ノーラは幼い頃に原因不明の瘤が出来て入院していたことをキャンディスに語る。その後、ジュリアナは小人のような子供に襲撃されて撲殺される。キャンディスは精神的なショックを受けたが、襲われることはなかった。
ジュリアナの元夫であるバートンはジュリアナの葬儀のためにフランクの元を訪ね、ソマフリー研究所にいるノーラとの接触を試みる。しかし、ラグランはバートンを追い返してしまう。フランクはキャンディスの先生であるルース・メイヤーを夕食に誘い、自宅に招いて、学校での娘の行状について話し合う。その最中、酒に酔ったバートンから電話がかかる。バートンはジュリアナの自宅におり、一緒にソマフリー研究所でノーラに会いにいこうと言い張る。フランクはバートンを宥めに出かけ、キャンディスをルースに預ける。フランクが不在の中、ルースはノーラがかけた電話に出る。ノーラはその声が自分の娘の教師のものであると悟り、フランクと不倫していると信じ込む。ノーラはルースを罵倒し、自分の家族の元から離れろと怒鳴りつける。その一方で、フランクはジュリアナの家に到着するが、バートンはジュリアナを殺した子供により殺害されていた。子供はフランクを殺そうとするも息絶える。
警察の検視により、その小人のような子供は解剖学的に奇妙な特徴を有していることが判明する。その子供には性器が無く、色盲であると見られ、生まれつき歯が無く、さらに、臍までもが存在しなかった。そのことから、普通の人間のような生まれではないと推定された。殺人の話が新聞に掲載されると、ラルガンは殺人事件とノーラへの治療との関係を不承不承認める。ラルガンはソマフリー研究所を閉鎖し、ノーラ以外の患者たちを追い出す。フランクはハートグを通じてソマフリー研究所の閉鎖について知らされる。
ソマフリー研究所を退去させられた患者の一人であるマイクは、ノーラがラグランの「女王蜂」であること、屋根裏部屋で異様な子供たちを世話していることをフランクに話す。キャンディスが学校へ向かうと、小人のような子供が2人現れて、ルースを襲撃して殺害する。2人の子供はキャンディスを連れてソマフリー研究所に戻る。フランクがキャンディスを追ってソマフリー研究所に到着したところ、ラグランはフランクに真実を伝える。小人のような子供たちはノーラへのサイコプラズミクス療法の過程で生まれた偶然の産物であり、ノーラの虐待を受けたことへの怒りがあまりにも強かったためにノーラが独りでに産み出した存在であるというのだ。その同腹の子供たちはノーラの怒りに反応して活動し、ノーラは子供たちの行動を全く把握していない。ラグランはこの怪物たちを管理するのはもはや危険すぎると判断し、思い切って子供たちの寝床に潜り込み、キャンディスの救出を試みる。フランクには子供たちを刺激しないためにノーラを平静に留めておくように指示する。
フランクはキャンディス救出のため、ノーラとよりを戻そうとしているふりをする。しかし、フランクはサイコプラズミクスによってノーラの体に生じた体外子宮から子供が産み出される様を目撃する。ノーラは自分が子供の体を舐めて綺麗にする様子を見たフランクの態度から嫌悪感を読み取る。それに呼応して、子供たちがラグランを殺害する。ノーラはキャンディスを失うくらいならば、いっそのこと殺してやると脅迫する。子供たちはキャンディスを追いかけ始め、キャンディスはクローゼットに身を隠す。子供たちはドアを押し破ってキャンディスに掴みかかろうとする。フランクは自暴自棄になってノーラを絞殺し、異形の子供たちも精神的繋がりのある母親の死によって全滅する。フランクは精神的なショックを受けたキャンディスを連れて、ソマフリー研究所から出発する。車に乗るキャンディスの腕には、ノーラの体にも現れたような、2つの小さな瘤が出来ていた。

## キャスト
| 役名                   | 俳優                       |
| ---------------------- | -------------------------- |
| ハル・ラグラン         | オリヴァー・リード         |
| ノーラ・カーベス       | サマンサ・エッガー         |
| フランク・カーベス     | アート・ヒンデル           |
| バートン・ケリー       | ヘンリー・ベックマン       |
| ジュリアナ・ケリー     | ナーラ・フィッツジェラルド |
| ルース・メイヤー       | スーザン・ホーガン         |
| キャンディス・カーベス | シンディー・ヒンズ         |
| マイク・トレラン       | ゲイリー・マッキーハン     |
| 捜査官                 | マイケル・マギー           |
| ジャン・ハートグ       | ロバート・A・シルバーマン  |
| 弁護士                 | ラリー・ソルウェイ         |
| クリス                 | ニコラス・キャンベル       |

## 製作

### 脚本
クローネンバーグ監督は『ザ・ブルード』を振り返り、構造の点では自作の中で最も古典的なホラー映画だと思うと述べた。クローネンバーグ監督が本映画の脚本を思い付いたのは妻との離婚の後のことだった。離婚協議は苛烈を極め、娘の監護権を巡って争うという苦々しい経験をした。離婚の最中、クローネンバーグは『クレイマー、クレイマー』という映画 (こちらも1979年公開)の存在を知り、その映画で離婚後の家庭崩壊が楽天的に描写されることに幻滅した。それに呼応して、クローネンバーグ監督は『ザ・ブルード』の脚本を執筆し、離婚した夫婦が自分の子供を巡って争う様を描写しようと熱望した。

### キャスティング
フランクとノーラのキャスティングの際、クローネンバーグ監督は自分と元妻に漠然に似た俳優を探した。カナダ人の俳優であるアート・ヒンデルをフランク役に、イギリス人の女優であるサマンサ・エッガーをノーラ役に選んだ。オリヴァー・リードが演じたハル・ラグランは精神科医であり、離婚後のノーラをフランクから隔離し続ける。エッガーとリードが映画で共演したのは2度目のことだった。最初に共演した映画は1970年の『殺意の週末』である。また、エッガーとリードは個人的に知り合っており、ともにイングランドのブレドローという村で育った。エッガーはクローネンバーグの脚本を印象的に思い、ノーラという役がウィリアム・シェイクスピア風であると感じて映画への出演に同意した。

### 撮影
『ザ・ブルード』の主な撮影は1978年11月14日にオンタリオ州トロントで開始された。撮影は12月中も続いた。トロントの北にあるコートライト保護センター (英: The Kortright Centre for Conservation) はソマフリー研究所として使用された。追加の撮影がミシサガで行われた。映画の予算は約150万カナダドルだった。
エッガーは製作スタッフたちが非常に賢かったと記憶していた。エッガーの撮影の際、エッガーの周囲にいたスタッフは7人程度だったが、その多くが大学人でPh.D.の学位を持っていた。エッガーの撮影は3日間にわたって行われた。ノーラが産み出した異形の子供たちは、トロントに住む子供の体操選手たちが演じた。
『ザ・ブルード』はハワード・ショアが最初に作曲を担当した映画だった。ショアの作品は、新ウィーン楽派のアルノルト・シェーンベルク、アルバン・ベルク、アントン・ヴェーベルンを思わせる室内オーケストラの楽曲である。ショアの曲はプロの演奏家にとっても演奏が難しく、高度な技術が要求される。ショアはクローネンバーグ映画の作曲を何度も担当しており、1作を除いてすべて担当している。

## 公開

### 検閲
『ザ・ブルード』にはアメリカ合衆国での劇場公開に際してR指定が要求されたカットが存在した。ノーラが産んだ新生児を舐める場面である。この場面はエッガーが思い付いた。当時、犬を飼っていたエッガーはこの場面について、猫や犬は自分の子供が産まれるとすぐにその子供を舐めることを思い浮かべた。
このクライマックスの場面が検閲された際、クローネンバーグによると、映画を見た多くの人はノーラが新生児を食べたのだと勘違いしたという。

### 興行
1979年6月1日、『ザ・ブルード』が北アメリカで公開された。トロントやシカゴでの上映の後、この2つの都市での10日間の上映だけで68万5千ドルを売り上げた。1981年までに500万ドル以上を売り上げた。

### 批評家の反応
アメリカ合衆国のレビュー収集サイトであるRotten Tomatoesでは、『ザ・ブルード』は27件の批評に基づいて81%の肯定的なレーティングを獲得している。平均レーティングは7.5/10であり、母性の奇妙で恐ろしい側面を描いたと評価されている。
バラエティ誌では、本映画は非常によく出来た作品で、不快で衝撃的であると評された。レオナルド・マルティンは、エッガーが後産を食べる場面と祖父母や愛らしい教師が子供たちに撲殺される場面とを対比し、本映画を高く評価した。ロジャー・イーバートは本映画を退屈な作品と批判し、良い不快さがある『エイリアン』や『ゾンビ』と比較して面白くない不快さだと評した。ボーン・パルマー (英: Vaughn Palmer) はバンクーバー・サンの記事で本映画をこき下ろし、この映画を製作した人たちは人間が自分を含めて好きではなく、ただ金が好きなのだと評した。ロサンゼルス・タイムズのケビン・トーマスは本作品の出来の良さと高い演技力を評価したが、暴力描写を批判し、監督は精神科医や親の無責任さに対して批評しようとしたのだろうが、本映画は吐き気を催させる内容で、本作自体が無責任な代物であると発言した。
ダニー・ピアリーはCult Moviesという書籍で、同じクローネンバーグ監督作品である『シーバース/人喰い生物の島』と『ラビッド』を非難する一方で、『ザ・ブルード』こそがクローネンバーグ映画で最良の作品であると評価している。評価の理由にキャラクターを挙げているが、結末には難色を示している。ロビン・ウッドはAn Introduction to the American Horror Filmという書籍で、『ザ・ブルード』は女性の力を不合理でおぞましいものと描写する反動的な作品であると評し、オリヴァー・リード演ずる精神科医の危険な試みは社会における抑圧を打ち消そうとする危険性へのアナロジーであると見なしている。
2006年、シカゴ映画批評家協会のホラー映画ランキングで、『ザ・ブルード』が88位に選出された。2004年、アメリカ合衆国の放送チャンネルであるBravoの"100 Scariest Movie Moments"という番組で、『ザ・ブルード』が78位に選ばれた。

### メディア化
2015年10月13日、クライテリオン・コレクションは『ザ・ブルード』のDVDとBlu-rayを発売した。元のフィルムを2K解像度で収録し直したものである。

## 関連作品
映画の初回の公開と同時期に、リチャード・スタークス (英: Richard Starks) による小説版が出版された。2009年、スパイグラス・メディア・グループがリメイク作品の製作を発表した。脚本はコリー・グッドマン、監督はブレック・アイズナーが担当すると公表された。しかし、2010年、アイズナーは本企画を降板している。

## 分析
クローネンバーグ監督が妻と離婚した直後に脚本を執筆したため、『ザ・ブルード』は親子関係の恐怖にまつわるその卓越したテーマが批評家や映画研究家から注目されている。また、女性の心理学的な抑圧や精神障害の治療の観点からも注目される。
映画理論家のバーバラ・クリードは、ノーラが単為生殖で子供を産むのは、主題的には、女性が醜い自己の分身を産み出す、抑えの効かない母性の力の恐怖を実証するためであると述べている。学者のサラ・アーノルド (英: Sarah Arnold) も同様に、ノーラは怪物的な女性の典型となる悪い母親として一見すると描写されているが、『ザ・ブルード』はそのようなイメージを安易に広めることがなく、代わりに既に文化的・社会的に元から存在している母性の概念に疑問を投げかけており、女性映画の関心事とボディ・ホラー映画の関心事を融合させていると提起している。
フェミニズム批評家のキャリー・リッキーは、他のクローネンバーグ監督映画の多くと同様に、『ザ・ブルード』はミソジニー的な女性の表現が非難の対象になっていることを指摘している。しかし、リッキーはこの批判に異議を唱えている。『ロジャー・ラビット』に登場するジェシカ・ラビットの台詞になぞらえて、女性が悪いのではなくそのように描かれているというだけで、男性の科学者が偶然に女性を男性にとっての最悪の悪夢に変えてしまったに過ぎないと述べている。